# Meister der Linzer Kreuzigung
Als Meister der Linzer Kreuzigung wird manchmal ein im österreichischen Raum um 1420 bis 1450 tätiger mittelalterlicher Maler bezeichnet. Der namentlich nicht bekannte Künstler erhielt seinen Notnamen nach dem Bild einer Kreuzigung Christi, heute im Schlossmuseum Linz. Es ist das größte bis dahin gemalte (erhaltene) Tafelbild der Gotik in deutschsprachigem Gebiet.

## Stil
Das Werk des Meisters der Linzer Kreuzigung zählt zur Spätzeit der Tafelmalerei der Internationalen Gotik um Wien.

## Identifizierung
Es wurde vorgeschlagen, den Meister der Linzer Kreuzigung mit dem Meister der St. Lambrechter Votivtafel oder als einen Mitarbeiter des ebenfalls in Wien tätigen Hans von Tübingen zu identifizieren. Einige der Linzer Kreuzigung stilverwandte Werke wie z. B. eine weitere, aber kleinere  Kreuzigungsszene aus Wiener Neustadt werden daher wechselnd dem Werkkatalog verschiedener dieser Notnamen zugeschrieben. Eine genauere Unterscheidung des Werkes des Meisters der Linzer Kreuzigung bleibt daher in der Kunstgeschichte nicht sicher und wird von Experten teilweise kontrovers diskutiert, wie auch, ob das Zentrum seines Schaffens um Wien oder nicht doch in der Steiermark lag.